# Luther Blissett (pseudonim)
Luther Blissett višenamjensko je ime koje neformalno dijele stotine umjetnika i aktivista diljem Europe i Amerike od 1994. godine. Pseudonim se prvi put pojavio u Bologni, Italija, sredinom 1994., kada su ga brojni kulturni aktivisti počeli koristiti za objavljivanje niza urbanih i medijskih šala i za eksperimentiranje s novim oblicima autorstva i identiteta. Iz Bologne se višenamjensko ime proširilo na druge europske gradove, poput Rima i Londona, kao i na zemlje poput Njemačke, Španjolske i Slovenije. Sporadična pojavljivanja Luthera Blissetta također su zabilježena u Kanadi, Sjedinjenim Američkim Državama, Finskoj i Brazilu.
Iz razloga koji ostaju nepoznati, iako se prema jednom bivšem članu odluka temeljila isključivo na percipiranoj komičnoj vrijednosti imena, pseudonim je posuđen od pravog Luthera Blissetta, poznatog nogometaša koji je igrao za A.C. Milan, Watford FC i Englesku reprezentaciju 1980-ih godina. U prosincu 1999. talijanski aktivisti koji su pokrenuli projekt Luther Blissett 1994. odlučili su prekinuti korištenje imena počinivši simbolično ritualno samoubojstvo, seppuku. Nakon što su napisali povijesni bestseler, roman Q pod pseudonimom Luther Blissett, njih pet osnovalo je spisateljski kolektiv Wu Ming.

## Mit i politika
Dok su narodni junaci ranog modernog razdoblja i devetnaestog stoljeća služili raznim društvenim i političkim svrhama, Projekt Luther Blissett (LBP) bio je u mogućnosti upotrijebiti medijske i komunikacijske strategije koje nisu bile dostupne njihovim prethodnicima. Prema Marcu Deseriisu, glavni cilj LBP-a bio je stvoriti "narodnog heroja informacijskog društva" kroz koji bi se radnici znanja i nematerijalni radnici mogli organizirati i prepoznati. Luther Blissett postao je pozitivna mitska figura koja je trebala utjeloviti proces zajednice i međumedijskog pripovijedanja, a ne samo biti shvaćen kao medijski šaljivdžija i sramotitelj kulture. Roberto Bui, jedan od suosnivača LBP-a i Wu Minga, objašnjava ulogu Luthera Blissetta i drugih radikalnih narodnih heroja kao mitotvoraca ili mitopoeze:
Mitoza je društveni proces izgradnje mita, pri čemu ne mislimo na "lažne priče", mislimo na priče koje se pričaju i dijele, prepričavaju i njima manipulira velika i raznolika zajednica, priče koje bi mogle oblikovati neki tip. s ritualima, neki osjećaj kontinuiteta između onoga što mi radimo i onoga što su drugi radili u prošlosti. Tradicija. Na latinskom je riječ "tradere" značila "predati nešto", bez konzervativizma ili prisilnog poštovanja prema prošlosti. Revolucije i radikalni pokreti uvijek su izmišljali i pričali svoje mitove.
Drugi važan čimbenik bio je odnos između talijanskog LBP-a i autonomističke marksističke teorije rada, poznate kao radništvo. Oslanjajući se na rad talijanskih radnika kao što su Antonio Negri, Paolo Virno i Maurizio Lazzarato, aktivisti LBP-a vide Blissett kao neprofitnu organizaciju koja stvara oblike bogatstva koji se ne mogu pravilno izmjeriti ili pripisati. Zamišljen je kao izraz sposobnosti materijalni radnici. Individualni proizvođač. Neizmjernost ovih novih oblika rada artikulirana je u Deklaraciji prava Luthera Blissetta, koju je sastavio Rimski LBP 1995. godine. U ovom manifestu LBP tvrdi da u kasnom kapitalizmu sve društvene aktivnosti potencijalno mogu stvarati vrijednost, pa bi kulturna i medijska industrija trebala biti odvojena od individualne produktivnosti kako bi se osigurao temeljni prihod za sve građane.
 Industrije integriranog krajolika i nevidljive komande duguju mi novac. Neću to prihvatiti osim ako ne mogu dobiti ono što mi se duguje. Cijelo vrijeme pojavljivao sam se na televiziji, u filmovima i na radiju kao prolaznik ili element krajolika, ali moj imidž nije bio nadoknađen... Budući da sam stvorio sve riječi ili izraze s visokim komunikacijskim učinkom u okolnim kafićima, trgovima, uglovima ulica i društvenim centrima koji su se pretvorili u snažne reklamne džinglove, a da nisam vidio ni novčića; moje ime i osoba Podaci su uvijek bili smješteni unutra
Statistički podaci, prilagoditi potražnju, poboljšati marketinške strategije i poboljšati produktivnost tvrtke, na to više ne mogu biti ravnodušan, stalno nosim brendirane majice, ruksake, čarape, jakne, kupaće kostime, ručnike za reklame, ali moje tijelo ne služiti kao reklama Billboardi su plaćeni; za sve to i više, kombinirana industrija naočala mi duguje novac! Znam da kao pojedincu može biti teško izračunati koliko mi duguju. Ali to uopće nije potrebno, jer ja sam Luther Blissett, višestruki i višestruki.

Industrija integriranog krajobraza duguje mi jer me je mnogo, i duguje mi jer me je mnogo. Iz ove perspektive možemo se složiti oko univerzalne naknade. Nećeš imati mira dok ne budem imao novca! Puno novca, jer ja sam puno: građanski dohodak za Luthera Blissetta!

## Izbor prijevara
- Siječanj 1995. – Harry Kipper, britanski konceptualni umjetnik, nestaje na talijansko-slovenskoj granici dok je na brdskom biciklu obilazio Europu, navodno s ciljem da na karti kontinenta ucrta riječ UMJETNOST. Žrtva podvale je poznata emisija o nestalima u udarnom terminu talijanske državne televizije. Poslali su TV ekipu da traži osobu koja nikada nije postojala. Idu čak do Londona, gdje se romanopisac Stewart Home i Richard Essex iz Londonskog psihogeografskog udruženja predstavljaju kao Kipperovi bliski prijatelji. Prijevara se nastavlja sve dok "Luther Blissett" ne preuzme odgovornost za nju.[10][11][12]
- Rujan 1994. – svibanj 1995. – U rujnu 1994., bolonjski radio počeo je emitirati Radio Blissett, kasnonoćnu emisiju u kojoj je bio različit broj Luthera Blissetta koji je "patrolirao" gradom pješice i zvao studio iz lokalnih telefonskih govornica. Inspiriran lettrističko-situacionističkim urbanim kretanjem ili dériveom – naizgled besciljnim lutanjem gradom u kojem psihogeografi idu u potragu za pojačanim emocionalnim iskustvima – Radio Blissett omogućio je igračima interakciju na daljinu u stvarnom vremenu. Slušatelji su također mogli nazvati od kuće i uputiti patrole na različite lokacije kako bi se pridružili ili stvorili neočekivane društvene događaje, uključujući gerilske kazališne intervencije, ulične zabave, trostrane nogometne utakmice i "psihičke napade" na javne zgrade i institucije. U proljeće 1995. eksperiment je ponovljen u Rimu, gdje je šire širenje grada zahtijevalo istovremenu upotrebu automobilskih patrola i mobilnih telefona. Emisija subotnje večeri, koja se emitirala na frekvencijama Radio Città Futura, sadržavala je psihičke napade na talijanski ured za autorska prava, ured za zapošljavanje i druge poluimprovizirane izravne akcije koje su kulminirale jednom od najpoznatijih epizoda Blissettovih. saga.[13]
- 17. lipnja 1995. – Nekoliko desetaka sudionika Rimskog radija Blissett ukrcalo se u noćni tramvaj na različitim uzastopnim stanicama. Na vozilu se odvijao rave party sve dok ga policija nije odlučila zaustaviti. Zatraženo da se iskrcaju i identificiraju, rejveri su odbili identificirati se osim višestrukim imenom. Uslijedio je nered u kojem je policija ispalila tri hica u zrak. Novinar za radio Citta Futura pratio je događaj svojim mobitelom prenoseći nerede i pucnjeve u radijskom programu. Radijski program izazvao je medijsku senzaciju.[14]
- Lipanj 1995. – Loota je ženka čimpanze čije će slike biti izložene na Venecijanskom bijenalu suvremene umjetnosti. U kontekstu prijevare, Loota je opisana kao bivša žrtva sadističkih eksperimenata u farmaceutskom laboratoriju. Majmuna je tada spasio Front za oslobođenje životinja, a kasnije je postao talentirani umjetnik. Neke su novine objavile događaj. Međutim, Loota nije postojala.[15]
- Studeni 1995. – Članak u časopisu " Workshop For A Non-Linear Architecture " Viscosity u kojem se navodi da je Zaklada K objavila 23-godišnji moratorij na "sve daljnje aktivnosti" nakon što su spalili milijun funti u gotovini na otoku Jura pripisuje se Lutheru Blissettu.
- 1998. – 2000. – Godine 1998. talijanski umjetnički časopisi poput Teme Celeste i Flesh Arta počinju izvještavati o aktivnostima Darka Mavera, dosad nepoznatog radikalnog srpskog umjetnika performansa koji je širio hiperrealistične replike raskomadanih tijela u javnim prostorima i hotelskim sobama. diljem bivše Jugoslavije. Časopisi i web stranica pod nazivom "Free Art Campaign" izvještavaju da su srpske vlasti uhitile umjetnika zbog njegovih performansa, koji su trebali ponuditi oštru meditaciju o hiperstvarnosti i medijskoj reprezentaciji jugoslavenskih ratova. 30. travnja 1999. Free Art Campaign objavljuje da je Maver pronađen mrtav u zatvorskoj ćeliji u Podgorici, Crna Gora. U ožujku 2000., nakon što su alternativni umjetnički prostori poput galerije Kapelica u Ljubljani, Forte Prenestino u Rimu i velikih umjetničkih mjesta poput Venecijanskog bijenala posvetili retrospektive i odali počast umjetniku, projekt Luther Blissett, zajedno s novorođenom mrežnom umjetnošću kolektiv 0100101110101101.org, poručuju da je Darko Maver i sam umjetničko djelo.[16]
- 2007. – Mjesec dana prije pojavljivanja na policama knjiga Harryja Pottera i relikvija smrti, poslan je e-mail na mailing listu Full Disclosure.[17] U e-mailu je samoproglašena skupina katoličkih hakera navodno odala završetak knjige, izjavivši da su narušili računalne sustave Bloomsburyja (ekskluzivnog izdavača knjiga o Harryju Potteru) kako bi ga dobili. U e-poruci su citirane riječi Josepha Ratzingera protiv Harryja Pottera. Vijest je eskalirala s specijaliziranih popisa za informatičku sigurnost do glavnih medija, au otprilike 48 sati objavili su je CNN, BBC, Reuters i više od 9000 blogova (navedeno u tužbi). Tri dana nakon toga, Luther Blissett preuzeo je odgovornost za prijevaru u javnom e-mailu u kojem je opisao kako se lako može manipulirati medijima i kako se to može koristiti u psihopsihološke svrhe.[18] Otkriće je ignorirala većina medija, uz značajnu iznimku Noticiasdota, koji je objavio intervju s Lutherom Blissettom.[19][20] Psihološki poremećaj mogao bi biti uzrok pada dionica Bloomsbury Publishing PLC od 5 % koje kotiraju na Londonskoj burzi.[21]

## Q
Roman Q, koji su napisala četiri člana LBP-a koji žive u Bologni (Roberto Bui, Giovanni Cattabriga, Federico Guglielmi i Luca Di Meo), poslužio je kao završni doprinos projektu i objavljen je u Italiji 1999. godine. Prevedeno na engleski, španjolski, njemački, nizozemski, francuski, portugalski, danski, poljski, grčki, češki, ruski, turski, baskijski, srpski i korejski. U kolovozu 2003. knjiga je nominirana za nagradu Guardianovu First Book Award.
U siječnju 2000. godine, nakon "seppukua", autori "Q"-a formirali su novu grupu pod nazivom Wu Ming (kin. 无名, hrv. „bez imena” ili kin. 五名, hrv. „petorica”) i pod tim imenom objavili mnoge romane na više jezika i zemalja.

## Pravi Luther Blissett
Višestruki identiteti nazvani su po nogometašu Lutheru Blissettu, koji je igrao za nogometni klub Watford i momčadi poput AC Milana 1980-ih. Posebno je popularan među talijanskim supkulturnim aktivistima i umjetnicima, vjerojatno zbog svoje povezanosti s Milanom. Glavnim novinarima ostaje nejasno zašto je grupa odabrala to ime (BBC je, na primjer, sugerirao da je Blissett, jedan od prvih crnih nogometaša koji je igrao u Italiji, možda odabran da progovori protiv izjave desničarskih ekstremista u zemlji). Također je sugerirano da je igrač Watforda koji je impresionirao AC Milan tijekom njihovog skautskog posjeta zapravo bio John Barnes, pri čemu su Blissetta pogrešno identificirali kao jednog od dva crna napadača kluba. Ako je to slučaj, organizacija može vidjeti ime kao referencu crvenog sleđa.
Pravi Blissett od početka projekta zna da grupa nosi njegovo ime. Međutim, prva su izvješća uvelike podijeljena oko toga uživa li on u pažnji koju zbog toga dobiva. Dana 30. lipnja 2004. pojavio se u britanskom televizijskom sportskom programu Fantasy Football League - Euro 2004, emitiranom na ITV-u, u šali raspravljajući o svojoj (navodnoj) umiješanosti u Luther Blisse Special plan. Nakon što je voditelj Frank Skinner pročitao stih iz prologa romana "Q" ("Novčić kraljevstva ludila visio je pred mojim prsima, podsjećajući me na vječne fluktuacije ljudske sudbine"), Blissett je izvukao ovo je Luther Blissett Talijanska knjiga Totò, Peppino e la guerra psichica (Toto, Peppino i rat uma), naširoko se citira u izvornom talijanskom tekstu: "Chiunque può essere Luther Blissett, semplicemente adottando il nome Luther Blissett" (Svatko tko usvoji ovo ime može postati Luther Blissett). Emisija je završila s voditeljem i gostima koji su jednoglasno rekli: "Ja sam Luther Blissett!" Dvije godine kasnije na YouTubeu su objavljeni najzanimljiviji dijelovi emitiranja.

## Djela
- Mind Invaders (talijanski, 1995).
- Guy Debord è morto davvero (talijanski, 1995; englesko izdanje: Guy Debord is Really Dead)
- Totò, Peppino e la guerra psichica 2.0 (Toto, Peppino i psihički rat), AAA izdanje, 1996., ISBN 88-86828-00-4
- Zelena apokalipsa (sa Stewartom Homeom, 1996.)
- Anarhistički integralizam (1997.)
- Handbuch der Kommunikationsguerilla ("Priručnik komunikacijskog borca", njemački, 1997., s autonome afrika gruppe i Sonjom Brünzels)
- Q (talijanski, 1999.)
- Luther Blissett – The Open Pop Star (talijanski, kompilacijski album elektroničke/eksperimentalne glazbe raznih izvođača iz 1999.)
- Nevidljivi fakultet (2002.)
- Brojni softverski recepti u Python kuharici koju je uredio Alex Martelli, a objavili O'Reilly and Associates

## Vanjske poveznice
- Web stranica projekta Luther Blissett (arhivi 1994. – 1999.)
- "Puno novca jer me je mnogo: projekt Luther Blissett i strategija višestruke upotrebe imena" – esej Marca Deseriisa o nastanku, životu i smrti talijanskog projekta Luther Blissett.
- Vrlo opširan i detaljan intervju s Wu Mingom 1 i Wu Mingom 2 (bivšim Blissettsom iz Bologne) o projektu Luther Blissett, vodio ga je profesor Henry Jenkins i objavio ga na svom blogu u dva nastavka, 1 i 2.
- Zaklada Wu Ming - autori Q. Luthera Blissetta
- Luther Blissett Myspace stranica s intervjuom Blissett-to-Blissett na blogu
- lutherblissett – crtač stripova isprobava ime
- Časopisi i knjige Luthera Blissetta koje je digitalizirao Archive Grafton9 besplatno su dostupni na archive.org